# Червишево
Червишево — село в Тюменском районе Тюменской области России. Административный центр Червишевского муниципального образования. Статус и границы сельского поселения установлены Законом Тюменской области от 5 ноября 2004 года № 263 «Об установлении границ муниципальных образований Тюменской области и наделении их статусом муниципального района, городского округа и сельского поселения».

## Географическое положение
Червишево находится на расстоянии 22 километров от областного центра — города Тюмени, на перекрёстке дорог Тюмень — Курган и Богандинский — Заводоуспенское.
На севере села протекает река Пышма. Между её руслом и сельскими улицами есть несколько небольших стариц. Самая северная улица называется Пышминской.

## История и описание

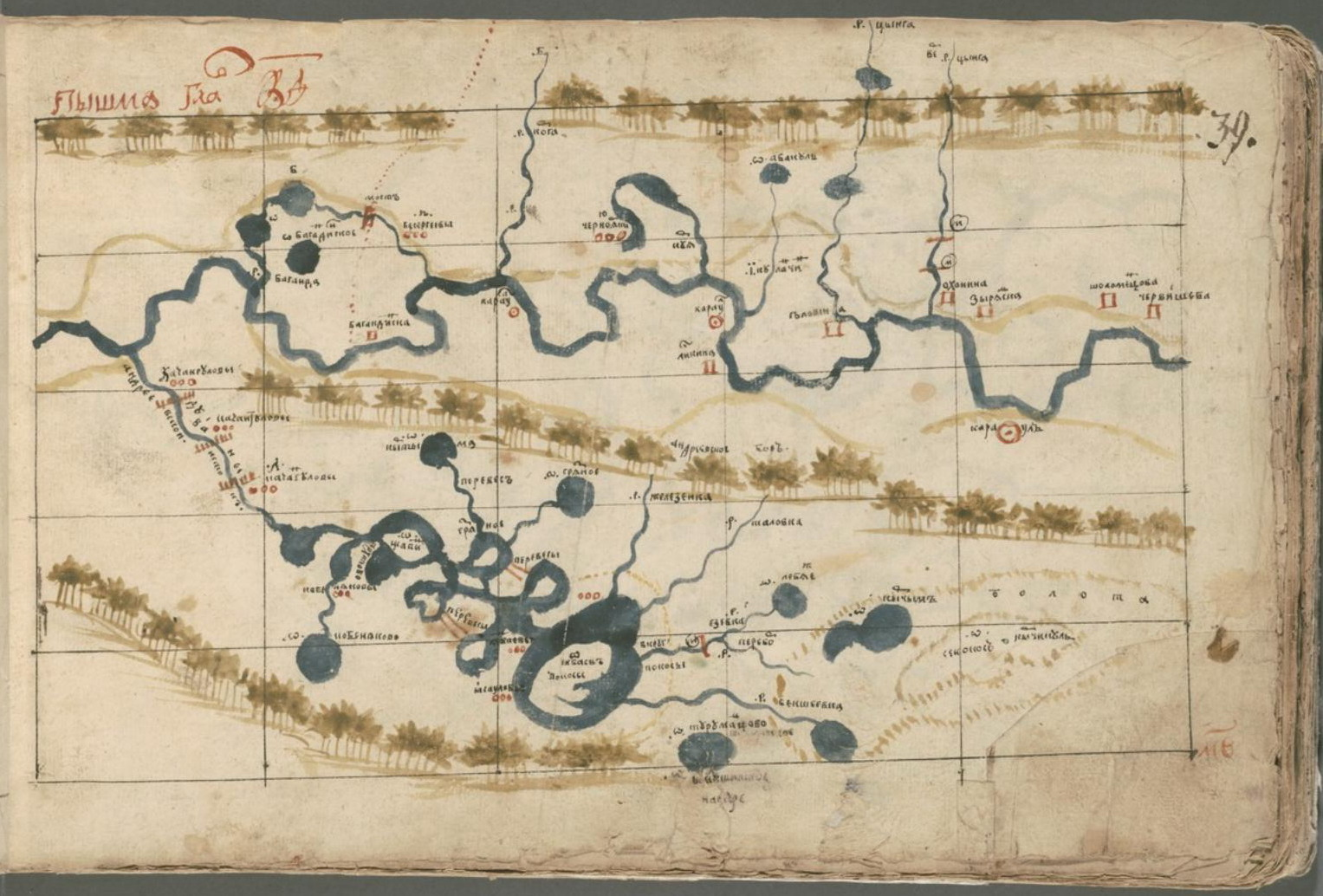
Червишево в «Хорографической книге Сибири» (1697—1711) С. Ремезова.

Червишево основано в 1648 году и получило название по фамилии первопоселенца. Немецкий учёный и путешественник П. С. Паллас, который в 1770 году проехал через Червишево, писал:
[Я] поехал бором вниз по-над Исетью к Пышме, куда за деревнею Червышевою над заливом реки оселённою и достиг; здесь и около Исети, а тем больше, чем ближе к Тюмени подъезжаешь, сеют мужики множество гречихи, которые в западной и южной Исетского уезда частях не употребляют. <…> 

Сеют её на пространных нивах на нововспаханной тучной степи, которая по всему сему околотку имеет изрядный чернозём.
В 1898 году была построена Михайло-Архангельская церковь, и деревня стала селом. К началу XX века здесь проживало более тысячи жителей, находились школа, сельское училище главного управления земледелия, 5 постоялых дворов, 9 лавок, хлебозапасный магазин, казённая винная лавка, аптека. Жители занимались производством изделий из дерева: саней, телег, сундуков, посуды. Многие уходили в отхожие промыслы, работая извозчиками, малярами, «кошачниками» (покупали и продавали кошек, которые использовались для подделки под более дорогие меха). В начале 1906 года в селе работала нелегальная большевистская типография. В 1914 году было открыто двуклассное сельское училище Министерства народного просвещения.
В 1918—1919 годах Червишево оказалось полем сражений Гражданской войны: по селу сначала прошли отступающие солдаты белой армии, затем красноармейцы. Осенью 1918 года в селе был открыт фельдшерско-акушерский пункт. В феврале 1921 года село захватили участники Западно-Сибирского крестьянского восстания. После разгрома восстания погибших большевиков похоронили возле церкви. В 1922 года в Червишеве открылась изба-читальня, в 1926 году — детские ясли в здании школы, в 1927 году — кружок физкультурников.
В 1928 году в Червишево появилась кролиководческая артель «Культура», в том же году колхоз «3-й Интернационал», а в 1934 году — машинно-тракторная станция. В 1959 году деревни на правом берегу Пышмы были слиты в колхоз имени XXI съезда КПСС, а в 1963 году на его базе возник молочно-картофелеводческий совхоз «Червишевский». Некоторые руководители и работники колхоза были награждены высокими наградами: председатель совхоза А. Головин (орден Трудового Красного Знамени и «Знак Почёта»), работники Е. Ушаков (орден Ленина и орден Октябрьской революции), В. Романюк (орден Октябрьской революции), Н. Чумаков и Т. Карпова (орден Трудового Красного Знамени), Ш. Валиев и Н. Костилов («Знак Почёта»). В 1967 открылся сельский кинотеатр. В 1971 году начал действовать совет ветеранов.
В начале 1980-х годов возле Червишево начали строить санаторий «Сибирь», поэтому появились планы реорганизовать совхоз «Червишевский» для производства продуктов для санатория, провести канатную дорогу, но эти планы остались не реализованы. В Червишево был построен посёлок для персонала санатория.
В 1992 году совхоз был преобразован в ТОО «Червишевское», затем в подсобное хозяйство компании «Сургутнефтегаз» — ОАО «Совхоз „Червишевский“». В Червишево находится центральное отделение совхоза, молочно-товарный комплекс, машинно-тракторная станция, гаражи. В 2000-х годах совхоз давал довольно высокие показатели производства в масштабах района.
В селе есть детский сад, средняя школа, дворец культуры, спорткомплекс, почта, аптека, отделение Сбербанка, магазины. После оптимизации системы здравоохранения в 2004—2006 годах появилась Червишевская амбулатория — филиал Областной больницы № 19. В 2007 году было закончено восстановление Михайло-Архангельской церкви. Жители села работают в санаториях «Сибирь» и «Тараскуль», в детских лагерях, на базе Сибрыбпрома, на водозаборах ЖКХ Червишевского МО, занимаются личным подсобным хозяйством.